# Tedeschi Trucks Band
Tedeschi Trucks Band se formó por la fusión de la Derek Trucks Band y la Susan Tedeschi Band. Es un grupo de blues-rock radicado en Jacksonville, Florida, USA. Formado en 2010, la banda es liderada por los esposos Derek Trucks y Susan Tedeschi e incluyó a algunos de los miembros de sus grupos de acompañamiento. Su álbum de debut, Revelator (2011), ganó en 2012 el Grammy Award para Best Blues Album. 

## Historia
La Tedeschi Trucks Band fue fundada en 2010 después de que Derek Trucks y Susan Tedeschi decidieran fusionar sus respectivas bandas, para pasar más tiempo juntos con sus hijos y trabajar juntos en el estudio de grabación de su casa. Derek Trucks y Susan Tedeschi habían hecho una gira juntos en 2007 bajo el nombre Derek Trucks & Susan Tedeschi's Soul Stew Revival con canciones de sus trayectorias en solitario, mientras que la Tedeschi Trucks Band se ha focalizado en tocar canciones originales.
A finales de 2009 después de anunciar un descanso en la actividad de la Derek Trucks Band y la Susan Tedeschi Band, la pareja comenzó a componer nuevo material, trabajando en su estudio casero en Jacksonville con músicos amigos de su entorno. Su primer concierto tuvo lugar el 1 de abril de 2010 en el Savannah Music Festival y después el grupo tocó en el Crossroads Guitar Festival organizado por Eric Clapton, el Fuji Rock Festival y otros festivales y conciertos.
La colaboración entre Derek Trucks y Susan Tedeschi también se ha extendido a otros artistas. Han apareció juntos en el álbum The Imagine Project de Herbie Hancock actuando en la pista "Space Captain" con miembros de su banda, incluyendo a Oteil Burbridge, Kofi Burbridge y Mike Mattison. También se publicó un vídeo de esta grabación en el estudio de casa de la pareja. Trucks y Tedeschi también aparecieron con Herbie Hancock para tocar la canción en los conciertos de su 70 cumpleaños en el Carnegie Hall y el Hollywood Bowl.
El 7 de marzo de 2011 la banda anuncia su cambio de nombre a Tedeschi Trucks Band. El primer CD de la Tedeschi Trucks Band, Revelator, fue publicado el 7 de junio de 2011. Rolling Stone concedió al álbum cuatro estrellas sobre cinco, refiriéndose a él como obra maestra. El álbum llegó al puesto 92 en el Canadian Albums Chart, y al 164 en el UK Albums Chart. También ganó el Grammy Award para Best Blues Album.
Su segundo álbum, Everybody's Talkin', fue publicado el 22 de mayo de 2012. Era un álbum en vivo incluyendo interpretaciones de canciones de Revelator así como versiones de rock, R&B y góspel.
El 5 de octubre de 2012 el bajista Oteil Burbridge anunció en el sitio web de la banda que no continuaría las giras con TTB.  Oteil y la banda esperaban trabajar juntos otra vez en el futuro. Ted Pecchio, Dave Monsey y George Porter, Jr.  ocuparon su lugar en el resto de actuaciones de 2012.  El 29 de mayo de 2013, la banda anunció que Eric Krasno de Soulive y Lettuce actuaría como bajista para 2013 hasta el 15 de agosto, excepto del 19 al 24 de julio en qué Tim Lefebvre ocuparía el puesto. Lefebvre fue anunciado como el nuevo bajista permanente de la banda el 19 de octubre de 2013.
En 2013 fueron nominados para los Blues Music Awards en las categorías 'Band' y 'Rock Blues Album'.
El 15 de mayo de 2013, la banda anuncia su segundo álbum de estudio titulado Made Up Mind. Publicado el 20 de agosto de 2013, tuvo críticas positivas. Rolling Stone señaló que el álbum "mezclaba partes iguales de Stax y Muscle Shoals sin dilución de ninguna de ellas."
El 26 de enero de 2015 anunciaron que tocarían en el Red Rocks Amphitheatre con Sharon Jones & the Dap Kings y Doyle Bramhall II. En el verano de 2015 realizaron una amplia gira, en la misma línea, denominada Wheels of Soul tour.
En el Lockn' Festival de 2015 la banda homenajeó el legado del Joe Cocker y the Mad Dogs and Englishmen tour y álbum con un concierto de tributo que fue uno de los principales actos del festival. Muchos participantes en el icónico Tour de 1970 se unieron a la banda, incluyendo a Leon Russell, Rita Coolidge, Claudia Lennear, Chris Stainton, Pamela Polland y otros, como la fotógrafo oficial, Linda Wolf.
Los tres primeros álbumes de la banda fueron para el sello Sony Masterworks, al que dejaron después de Made Up Mind. Aprovecharon los paréntesis entre actuaciones para grabar en el estudio de su casa un nuevo álbum, Let Me Get By, anunciado el 18 de noviembre de 2015. A diferencia de Made Up Mind (en que Sony les proporcionó repertorio de otros autores), Let Me Get By ha sido compuesto íntegramente por la banda, con la ayuda del participante en el Wheels of Soul Tour Doyle Bramhall II. Trucks produjo él mismo el álbum, después de haber coproducido los anteriores. Let Me Get By ha sido publicado el 29 de enero de 2016 por Fantasy Records y debutó como nº 15 en el Billboard Top 200 Album Sales Chart.
En Let Me Get By se entremezclan géneros con brillantez y naturalidad, como si sazonase una fantástica ensalada repleta de especias. El sabor es exquisito. Desde el comienzo casi orquestal que es Anyhow, brillan sus líderes (Tedeschi y Trucks) y se aprecia la variedad de registros propia de la big band que les acompaña. Vientos eufóricos, guitarras espléndidas, voces llenas de soul y un juego de ecos que pasan por el blues blanco, el góspel, el folk, el rock sureño y la americana.
El 11 de enero de 2016 la banda anunció un 2016 Wheels of Soul tour en el verano, con Los Lobos y North Mississippi Allstars, finalizando con un show en el Red Rocks Amphitheatre el 5 de agosto de 2016.
El cuarto álbum de estudio, Signs, se lanzó el 15 de febrero de 2019 en Fantasy Records y en Concord. El 9 de enero de 2019, la banda anunció las fechas de la gira hasta agosto de 2019. Signs fue elegido como 'Álbum de blues favorito' por AllMusic.
Layla Revisited (Live at LOCKN') se anunció el 7 de mayo de 2021. El álbum es una grabación en vivo única del álbum Layla and Other Assorted Love Songs de Derek & The Dominos interpretada en su totalidad con Trey Anastasio. Grabado el 24 de agosto de 2019 en el Festival LOCKN' en Arrington, VA, el álbum fue lanzado el 16 de julio de 2021.
En el tiempo libre durante la pandemia, la banda se reunió en el estudio para escribir y grabar una gran cantidad de canciones nuevas para un futuro álbum de estudio. El 20 de abril de 2022, Tedeschi Trucks Band anunció I Am the Moon, cuatro nuevos álbumes de estudio con 24 canciones originales. Cada uno de los cuatro álbumes de I Am the Moon - I. Crescent, II. Ascension, III. The Fall y IV. Farewell - se publicarán en meses sucesivos de 2022, empezando por I. Crescent, lanzado el 3 de junio.

## Miembros
Miembros actuales

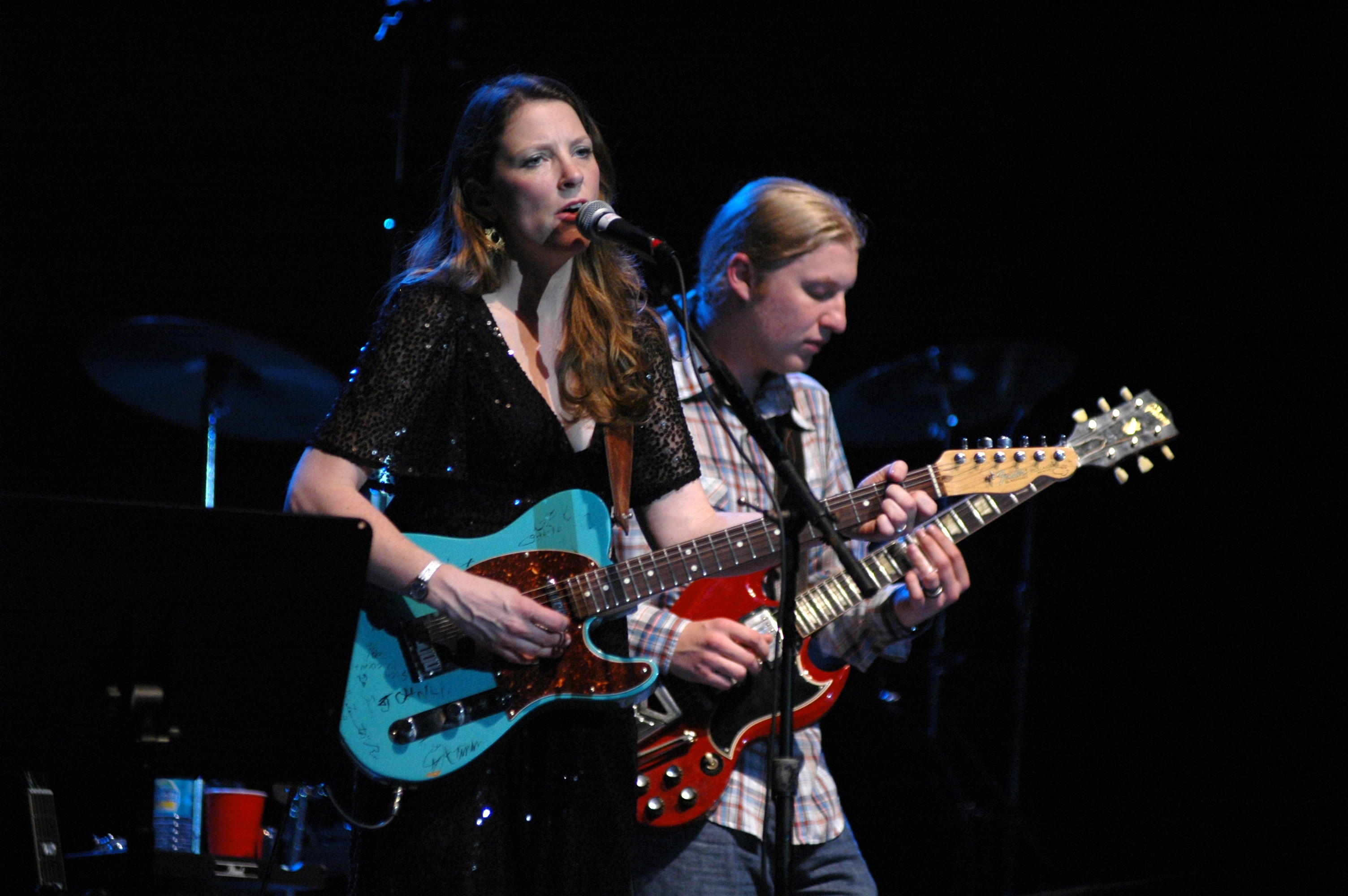
Derek Trucks y Susan Tedeschi tocando en el Mizner Park en el Soul Stew Revival, 28 de diciembre de 2007.

- Susan Tedeschi – voz, guitarra rítmica, guitarra solista (2010–presente)
- Derek Trucks – guitarra solista/guitarra slide (2010–presente)
- Tyler Greenwell – batería, percusión (2010–presente)
- Mike Mattison – coros, voz, guitarra acústica (2010–presente)
- Mark Rivers – coros (2010–presente)
- Kebbi Williams – saxofón (2010–presente)
- Ephraim Owens – trompeta (2015–presente)
- Elizabeth Lea – trombón (2015–presente)
- Alecia Chakour – coros (2015–presente)
- Brandon Boone – bajo (2019-presente)
- Gabe Dixon – teclados, voz, coros (2019-presente)[24]
- Isaac Eady - batería, percusión (2021-presente)[25]

Miembros anteriores
- Oteil Burbridge – bajo (2010-2012)
- Tim Lefebvre - bajo (2013–2018)
- Maurice "Mobetta" Brown – trompeta (2010–2015)
- Saunders Sermons – trombón (2010-2015)
- Kofi Burbridge – teclados, flauta (2010–2019)
- J. J. Johnson – batería, percusión (2010–2020)

Músicos de giras
- Dave Monsey - bajo (2012)
- Ted Pecchio - bajo (2012)
- George Porter, Jr. - bajo (2012)
- Eric Krasno - bajo (2013)
- Bakithi Kumalo - bajo (2013)
- Carey Frank – teclados (2017)

Línea temporal

## Galería

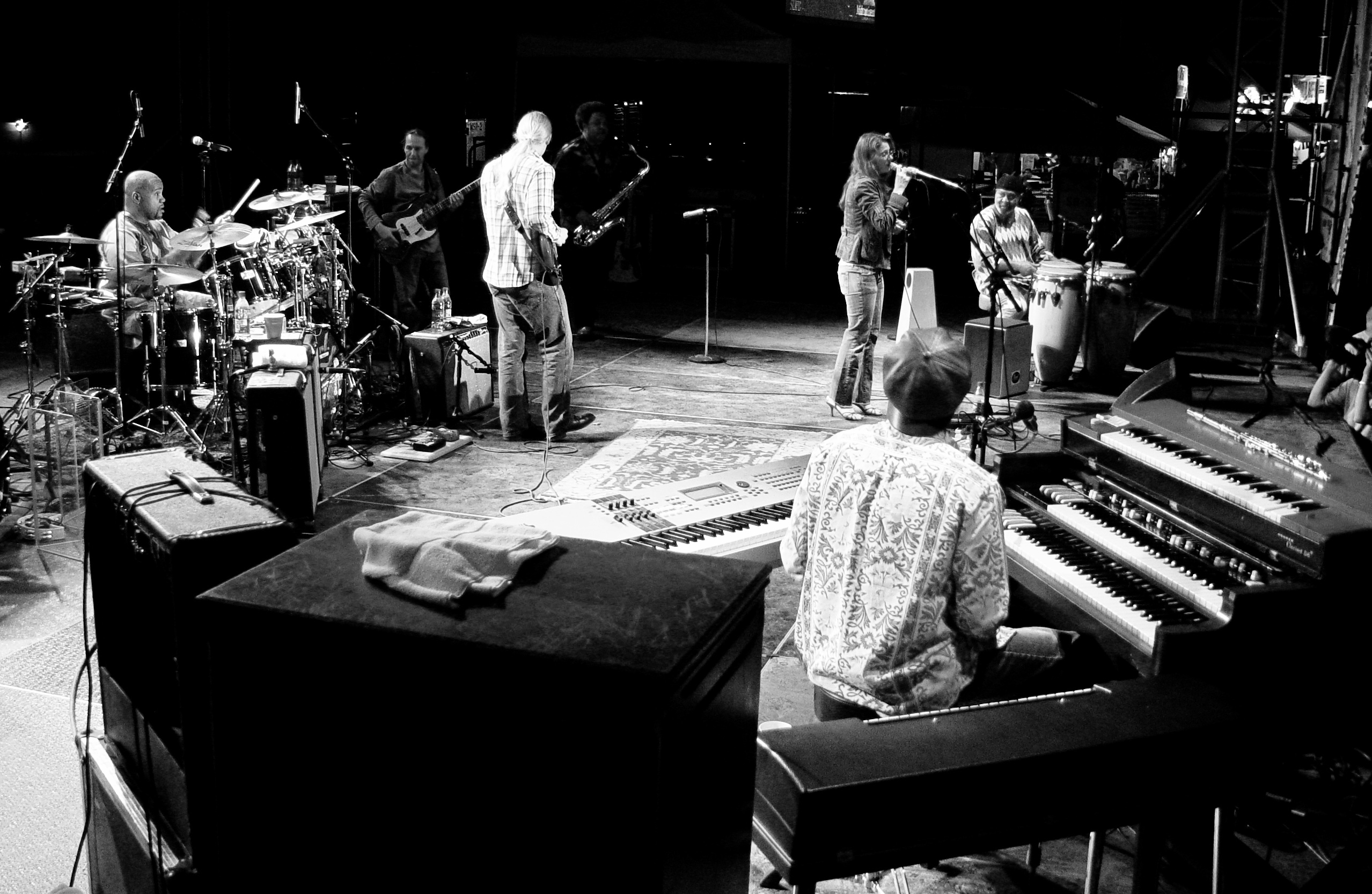
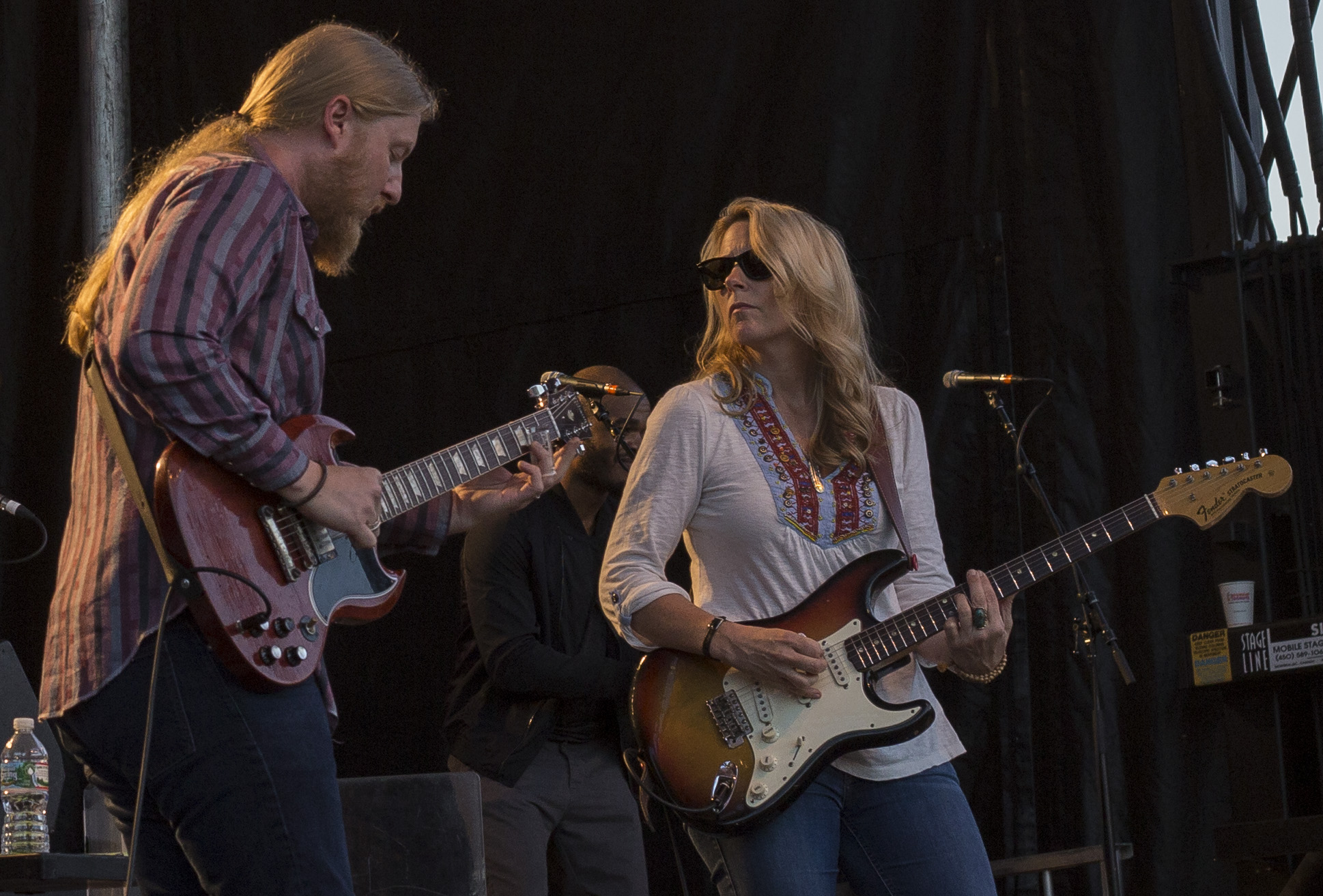
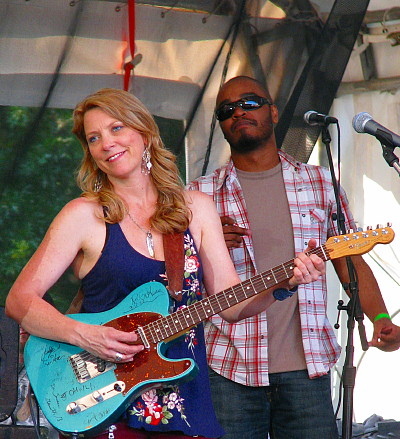
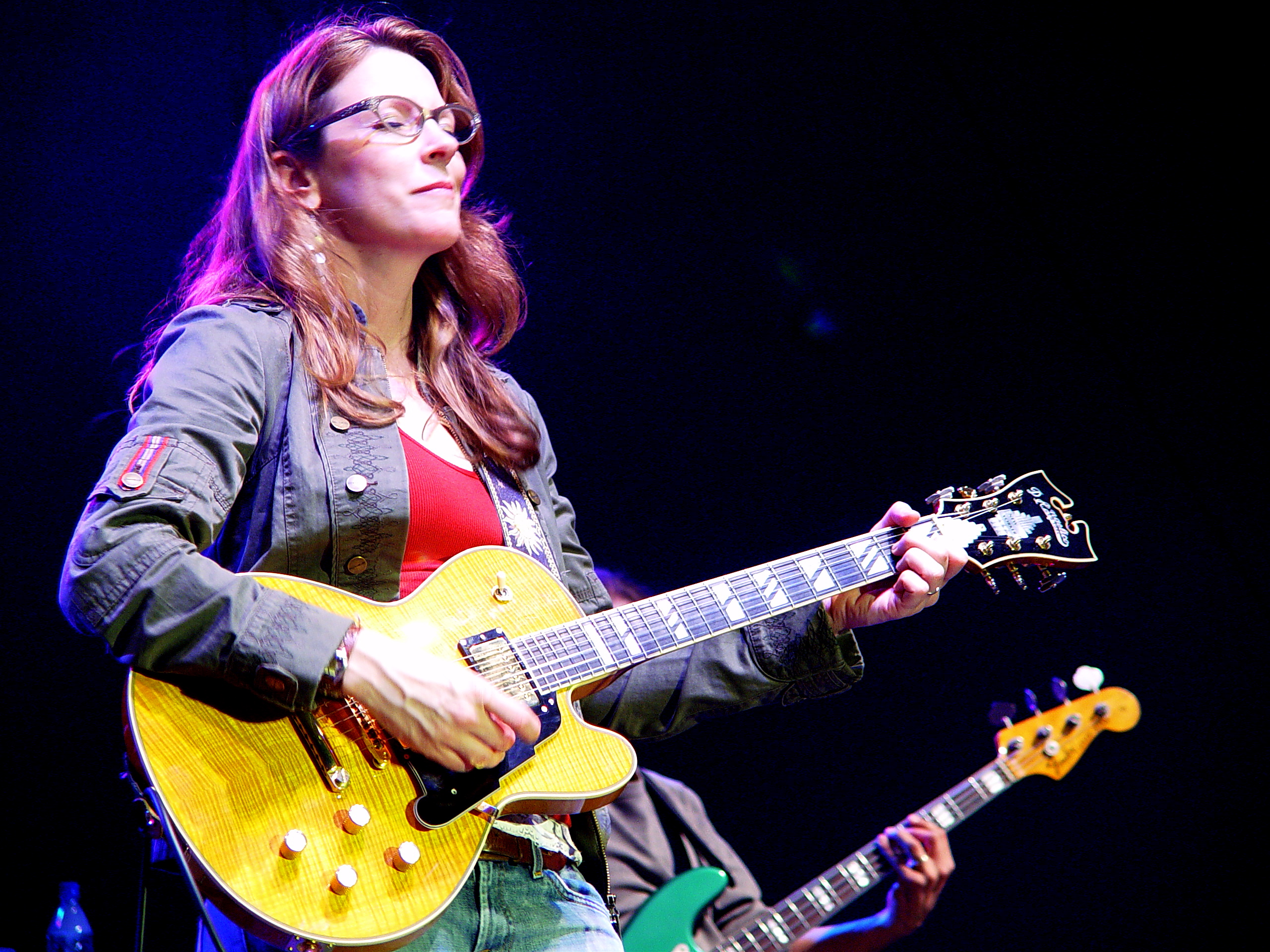
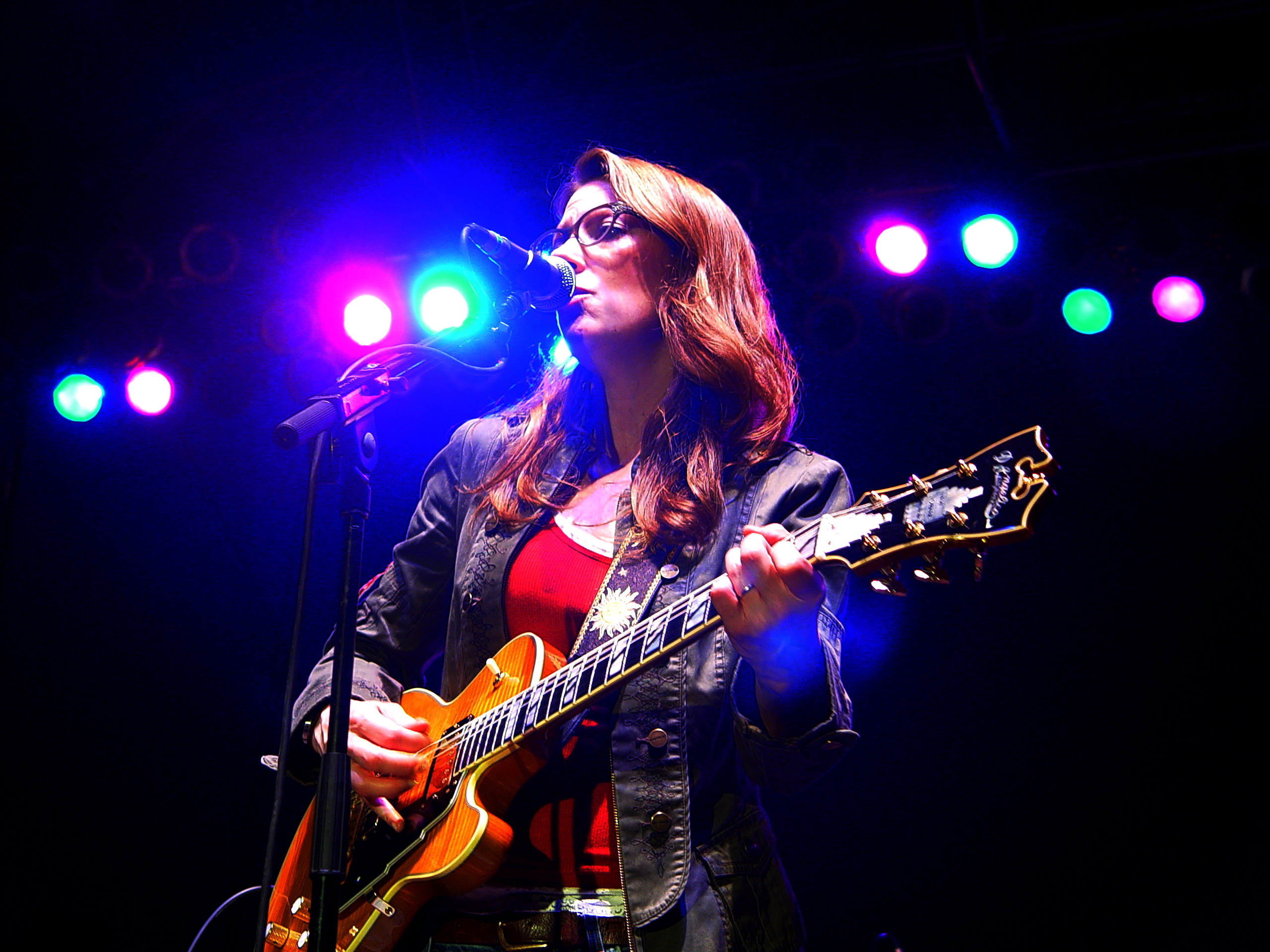
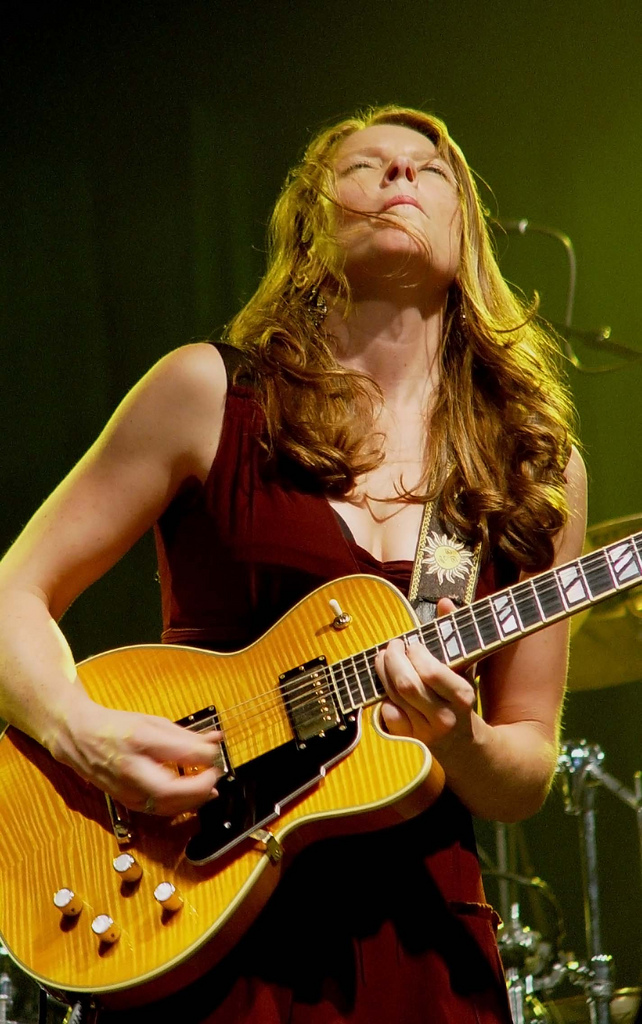

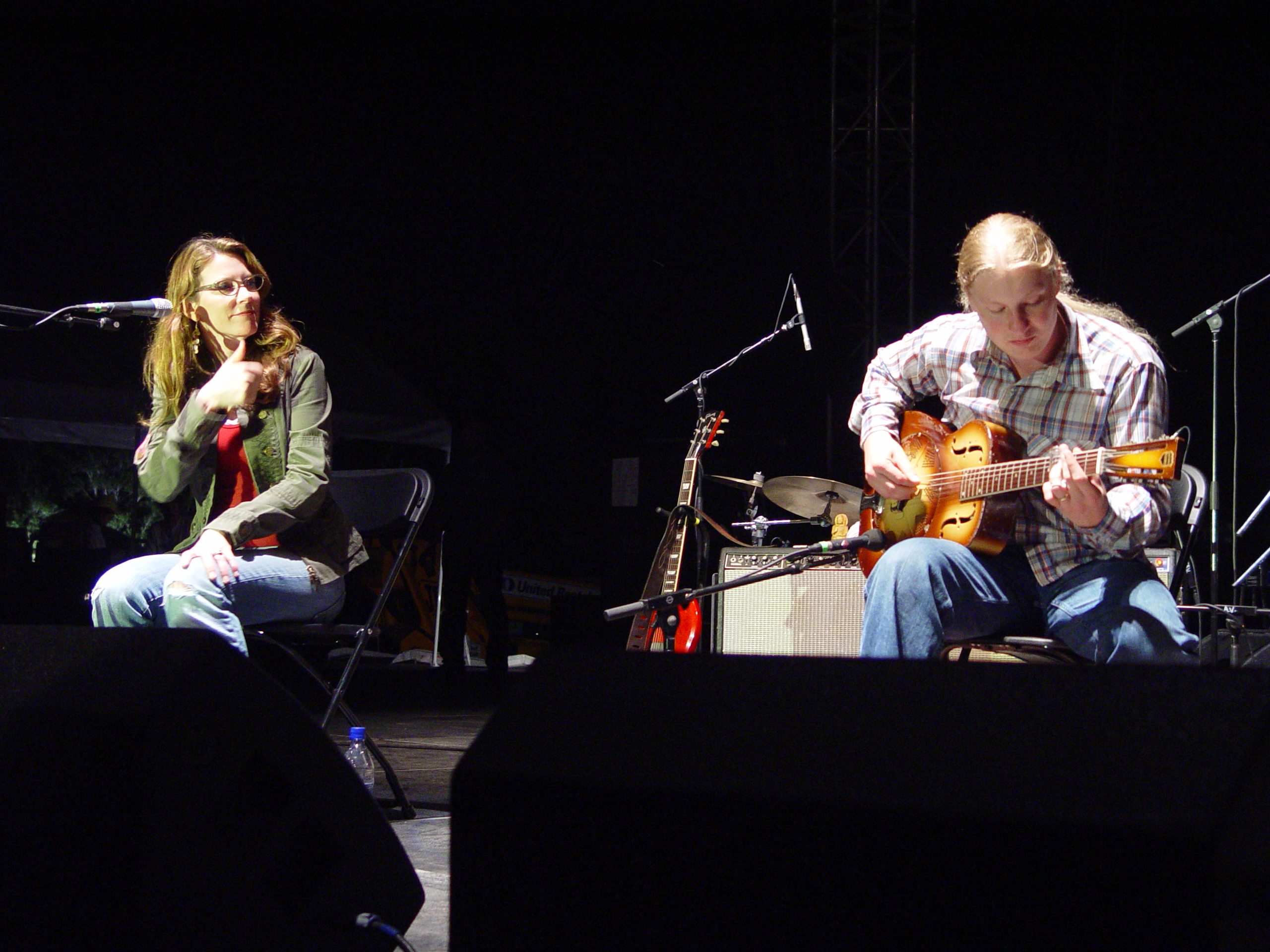
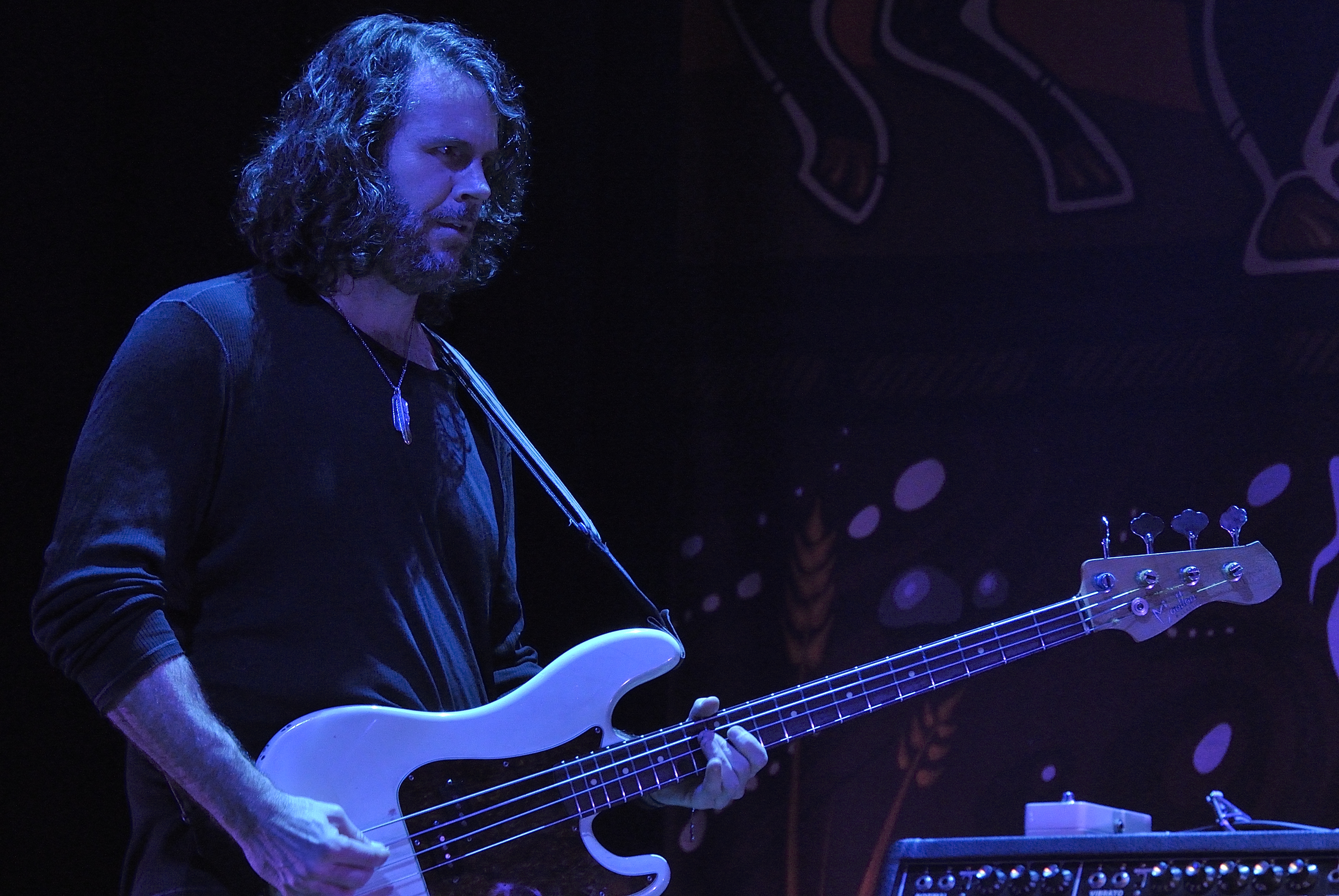
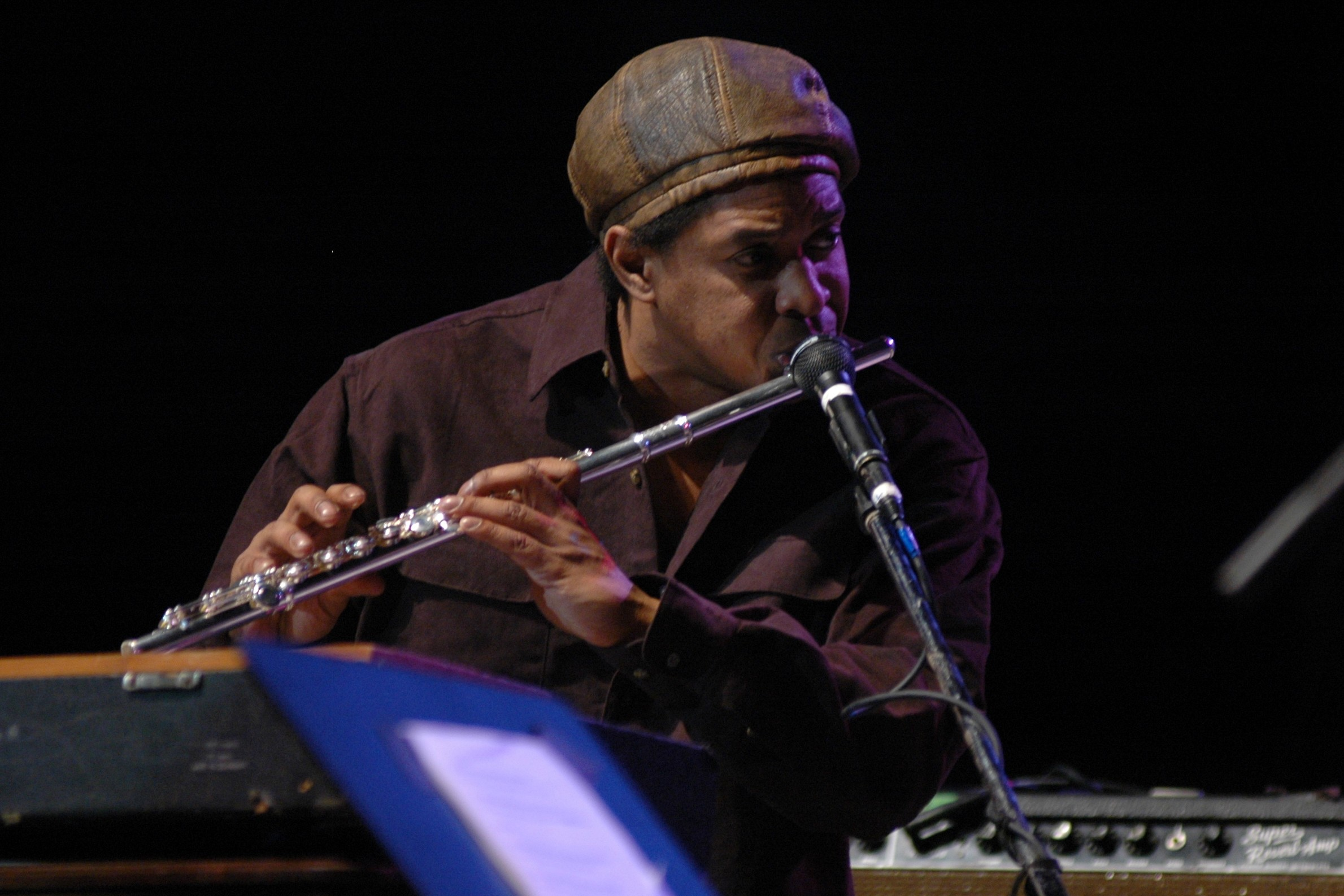
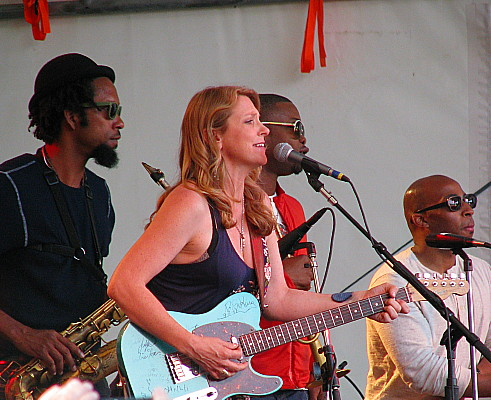

## Discografía
Álbumes de estudio
| Año  | Álbum                      | Posiciones | Posiciones | Posiciones | Posiciones | Posiciones | Posiciones | Posiciones | Ventas             |
| Año  | Álbum                      | EE.UU.     | AUS        | ITA        | NED        | NI         | SWI        | NZ         | Ventas             |
| ---- | -------------------------- | ---------- | ---------- | ---------- | ---------- | ---------- | ---------- | ---------- | ------------------ |
| 2011 | Revelator                  | 12         | 71         | —          | 83         | —          | 55         | 38         |                    |
| 2013 | Made Up Mind               | 11         | 48         | —          | 79         | 23         | 22         | —          | - EE. UU.: 113,000 |
| 2016 | Let Me Get By              | 15         | 36         | 77         | 37         | —          | 98         | —          |                    |
| 2019 | Signs                      | 28         |            |            | 96         |            |            | 20         |                    |
| 2022 | I Am the Moon: I. Crescent |            |            |            |            |            |            |            |                    |

Álbumes en vivo
| Año  | Álbum                            | Posiciones | Posiciones |
| Año  | Álbum                            | EE.UU.     | AUS        |
| ---- | -------------------------------- | ---------- | ---------- |
| 2012 | Everybody's Talkin'              | 25         | 49         |
| 2017 | Live from the Fox Oakland        | 39         | ---        |
| 2021 | Layla Revisited (Live at Lockn') | 47         | ---        |